# 홍의 장군
"홍의 장군"(General In Red)은 한국에서 제작된 이두용 감독의 1973년  영화이다. 황해 등이 주연으로 출연하였고 곽정환 등이 제작에 참여하였다.

## 출연

### 주연
- 황해[1]
- 고은아
- 도금봉
- 신구